# Halimium halimifolium
Espèce
Classification APG II (2003)
L’Hélianthème à feuille d’arroche ou Ciste jaune (Halimium halimifolium) est un arbrisseau proche des cistes, à feuilles gris argenté (comme celles de certaines arroches) et à fleurs jaunes. C'est une plante commune en Corse appartenant à la famille des Cistaceae.
Il est appelé en corse mucchju biancu.
Sous-espèce : Halimium halimifolium subsp halimifolium.
Synonyme : Helianthemum halimifolium Willd.

## Description
C’est un arbrisseau de 40 à 100 cm de haut.
Les feuilles sont opposées, ovales à elliptiques ou spatulées-lancéolées, blanches-tomenteuses sur les deux faces dans leur jeunesse puis gris argenté, en raison d’écailles peltées et de poils étoilés.
D’avril à juin, ces arbrisseaux se couvrent de fleurs jaunes. Les 5 pétales sont parfois maculés d’une tache brun rougeâtre à la base.
Le fruit est une capsule ovale, tomenteuse.

## Aire de répartition
On le trouve dans les terrains sablonneux siliceux dans le Varet dans les lisières de maquis et les sables littoraux sur la côte orientale de la Corse. 
Il est aussi présent au Portugal, en Espagne et en Italie.

## Références

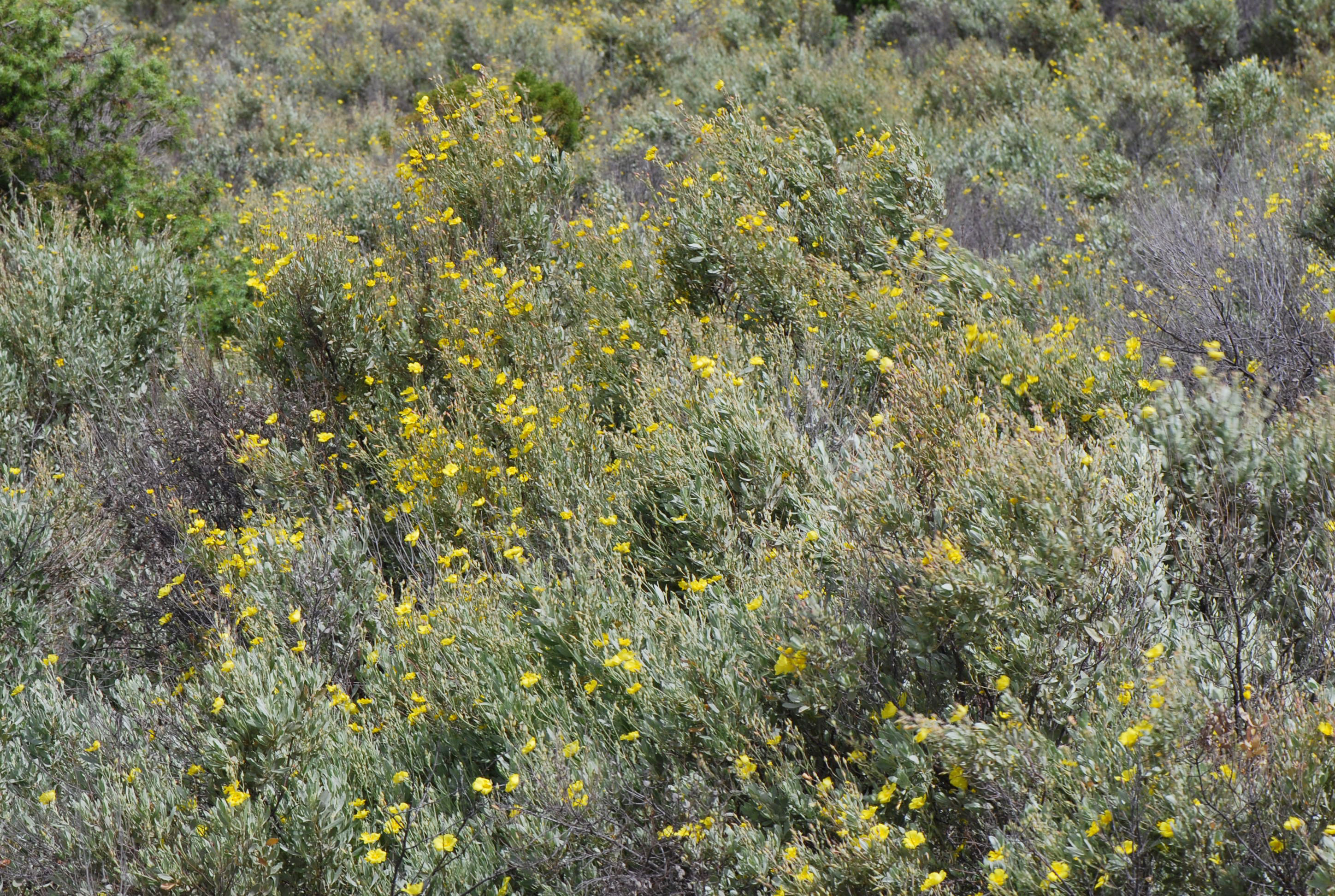
Formation littorale
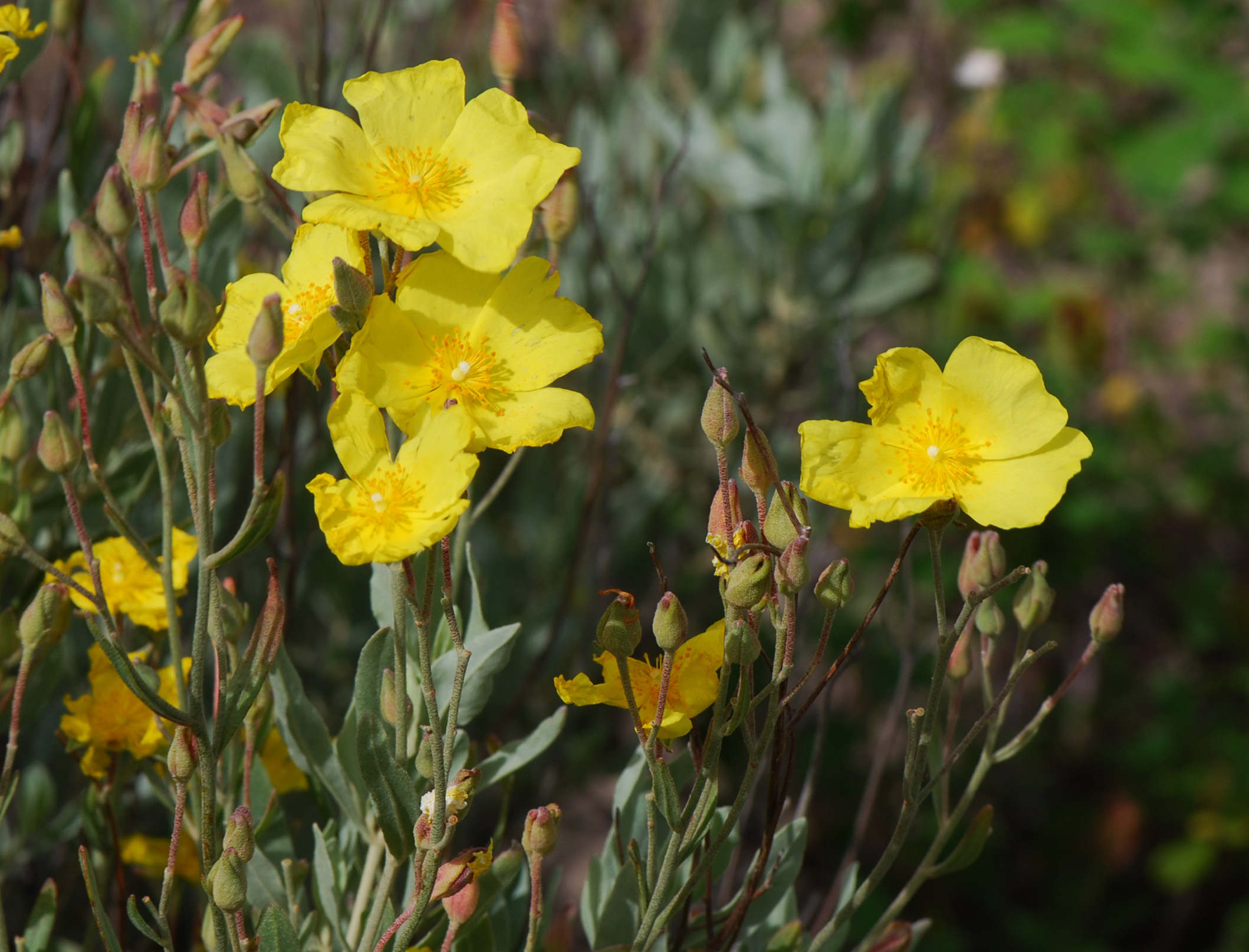
Fleurs entièrement jaunes
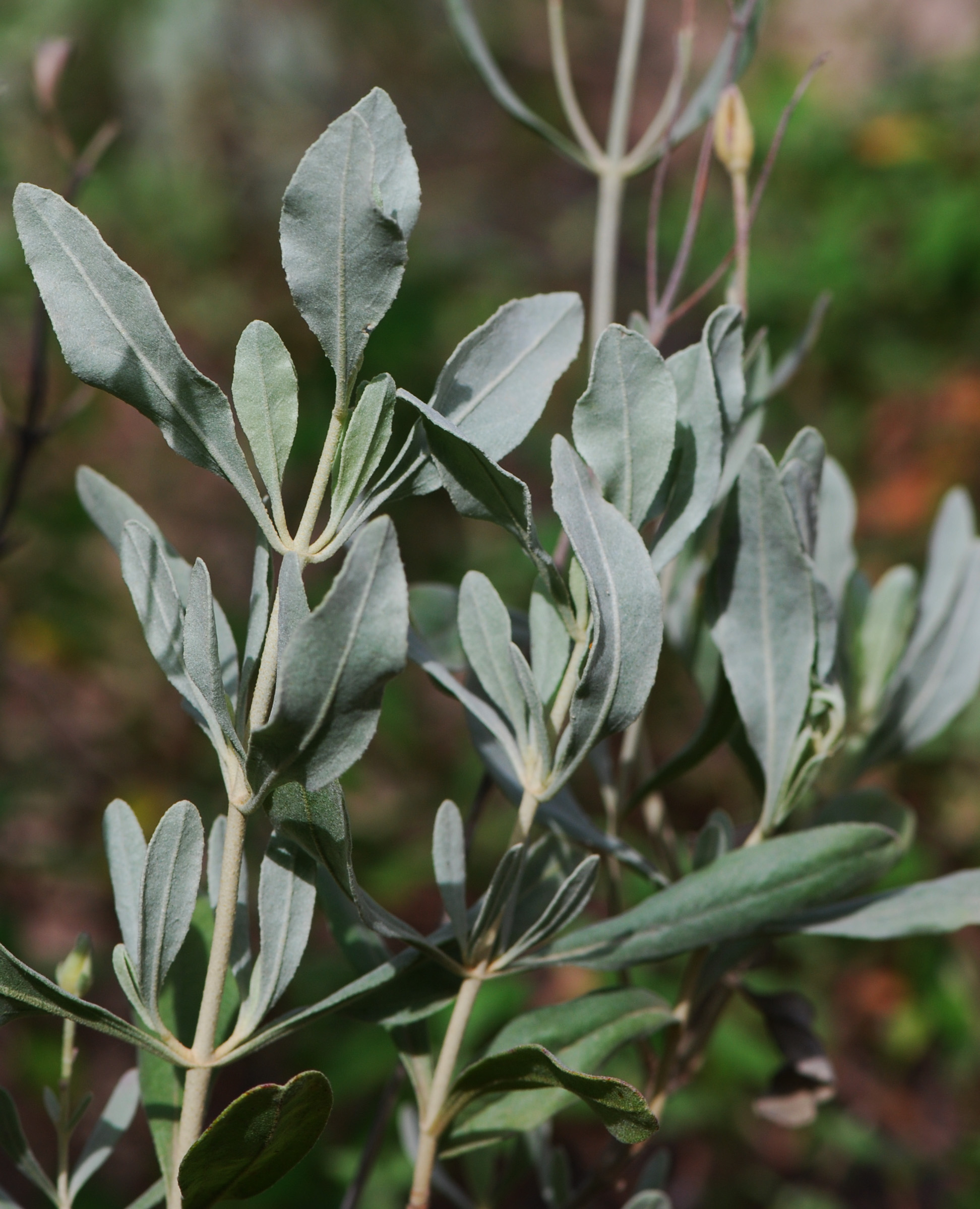
Feuillage gris argenté